# Marqués de Molins (cañonero torpedero)
El Marqués de Molins fue un Cañonero torpedero de la Armada Española. Por Real Orden del 5 de agosto de 1889 se le asignó el nombre de Veloz (que heredaba del Nueva España, miembro de su clase, al decidirse que este tomara el que fue su nombre), pero pocos meses después se decidió que era preferible conmemorar la memoria de Mariano Roca de Togores y Carrasco, Marqués de Molins, varias veces Ministro de Marina durante los reinados de Isabel II y Alfonso XII que trabajó por el renacimiento de la Armada. 

## El buque

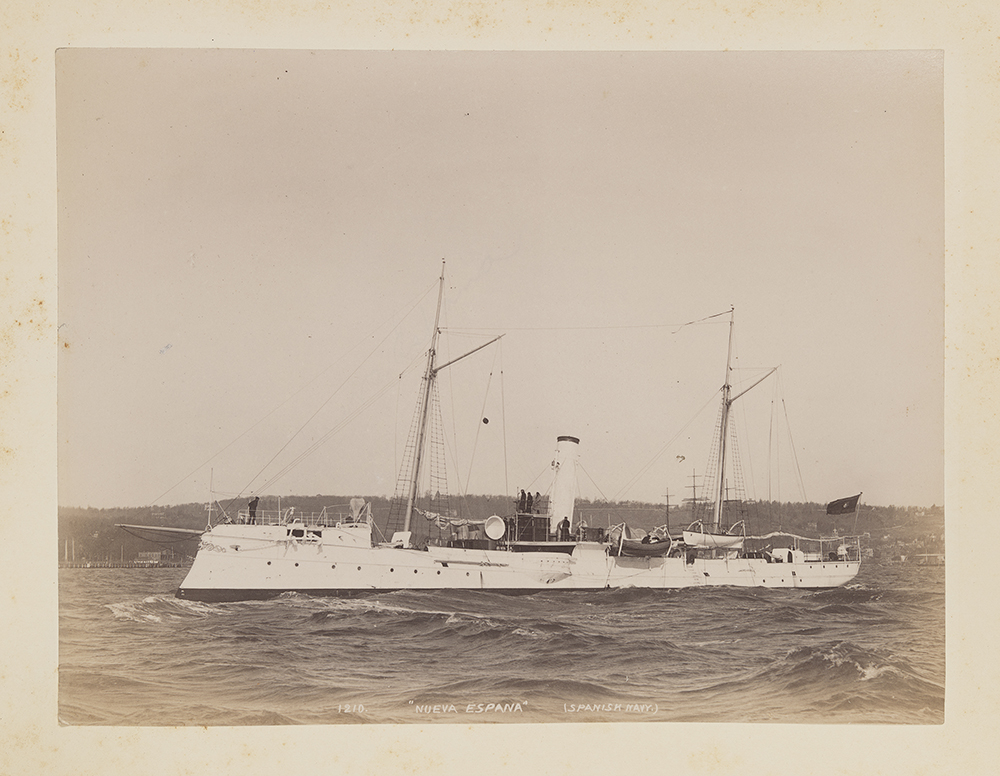
El ', gemelo del Marqués de Molins.

Estaba construido con casco de acero y veinte compartimientos estancos. Fue construido en los astilleros de A Graña, de acuerdo con el contrato firmado el 15 de febrero de 1889 con un presupuesto de 1 857 000 pesetas según diseño del ingeniero Tomás de Tallerie. Su coste final superó los 2 500 000 de pesetas.
Usaba un destilador Weis para alimentar sus cuatro calderas de llama directa, dos cilíndricas a popa, para navegación a velocidad económica, y dos tipo locomotora a proa, para alta velocidad.
El alumbrado eléctrico interior constaba de 35 lámparas incandescentes de 10 bujías, dos de 500 en los costados y un proyector Magín instalado a proa. Las carboneras, en forma de cintura alrededor y sobre las calderas y máquinas, servían de protección a estas. Como medios de achique disponía de siete eyectores, seis bombas de vapor y dos centrífugas dobles para la circulación que podían tomar agua de la sentina, las cuales en su conjunto podían achicar 1400 toneladas de agua por hora.
El Marqués de Molins estaba dotado de almacén de víveres para 45 días, aljibes con agua para un mes, un destilador para agua dulce y de mezcla, un servomotor para el manejo del timón y cabestrante de doble acción a vapor y a mano. 
Llevaba un armamento más limitado que el de sus gemelos realizados en los arsenales estatales, al sustituir las dos piezas González-Hontoria de 120 mm por dos Nordenfelt de 57 mm.

## Historial
Fue botado el 27 de mayo de 1892 y entró en servicio dos años después junto con sus gemelos construidos en el mismo astillero, el Galicia y el Vicente Yáñez Pinzón. 
Durante sus primeros años de servicio, el Marqués de Molins estuvo destinado en Canarias, acudió en 1895 en auxilio de la asediada guarnición de Cabo Bojador y poco después fue destinado Cuba. En 1898 se hallaba en el puerto de La Habana, aunque no llegó a participar en ninguna de las tres salidas que los buques españoles realizaron desde el puerto habanero. 
Tras la guerra hispano-estadounidense se firmó el Tratado de París, que en su artículo V señalaba: "[...] Serán propiedad de España banderas y estandartes, buques de guerra no apresados, armas portátiles, cañones de todos calibres...". Por este artículo fue repatriado a mediados de 1899 junto con sus compañeros de serie, con la excepción del Galicia, que fue vendido a Venezuela. 
Al igual que con sus gemelos, con la excepción del Nueva España, se ordenó su desarme el 18 de mayo de 1900 y su baja el 17 de julio siguiente, aunque esta baja quedó sin efecto, ya que el 9 de enero de 1901 volvió a causar alta en la lista de buques de la Armada. 
Se le retiró su armamento torpedero y quedó artillado con cuatro cañones de tiro rápido Nordenfelt de 57 mm y cuatro cañones automáticos Maxim de 37 mm, y la ametralladora Nordenfelt de 11 mm original. Tras desempeñar durante largos años los cometidos de guardacostas y guardapescas en el mar Cantábrico, fue dado de baja definitivamente en 1921.